# Айссен, Джудит
Джудит Айссен (Judith Lillian Aissen; род. 4 июня 1948) — американский лингвист, майянист, специалист по цоцильскому языку.
Член Американского лингвистического общества (2008), доктор философии (1974), эмерит-профессор кафедры лингвистики Калифорнийского университета в Санта-Крузе.
Отмечена наградой Кеннета Хейла от Американского лингвистического общества (2019).
Изучать майяские языки начала в 1972 году будучи аспиранткой-лингвистом в Гарварде и в 1974 году получила там степень доктора философии по лингвистике. С 1983 года в штате Калифорнийского университета в Санта-Крузе. Проводила полевые исследования в Сан-Кристобаль-де-лас-Касас в Мексике.
Ей посвящена книга эссе «Representing Language: Essays in honor of Judith Aissen» (2011).
Редактор «The Mayan languages» (2017; в соредакторстве с Норой Ингланд).
Другие работы
- «Differential Object Marking: Iconicity vs. Economy»
- «Markedness and Subject Choice in Optimality Theory»
- «Agent Focus and Inverse in Tzotzil»